# Otto Georgi (Politiker)

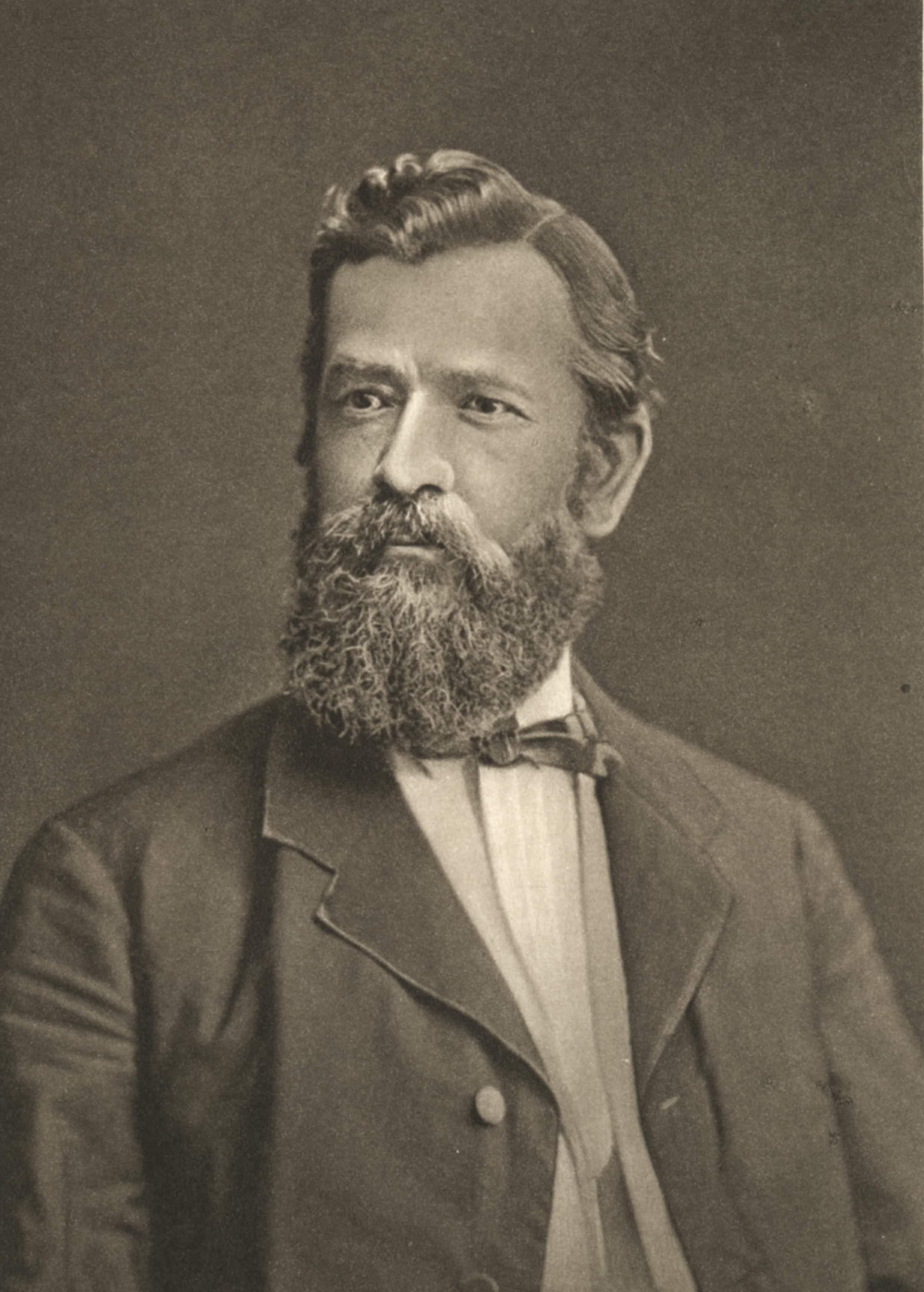
Otto Georgi

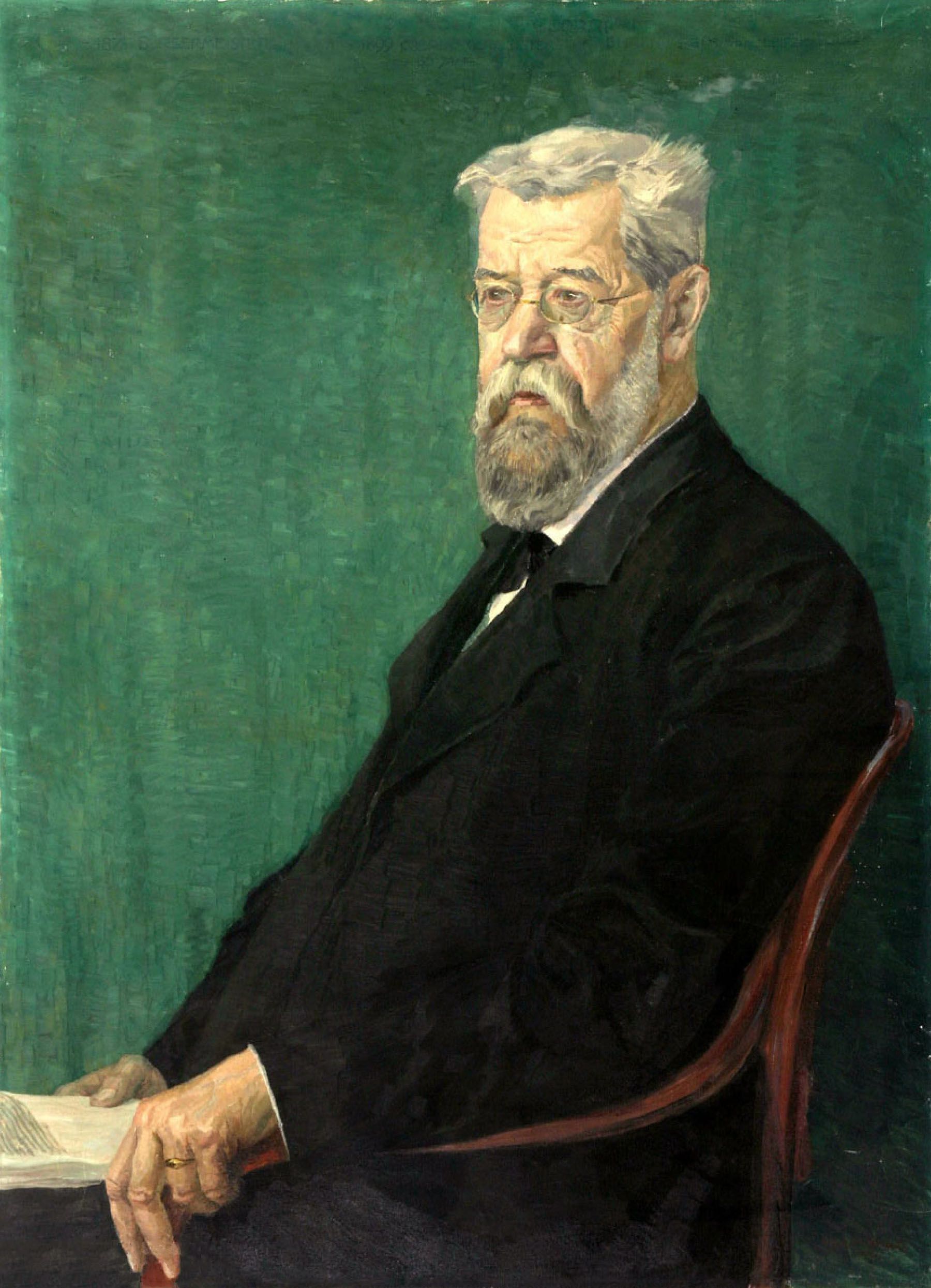
Otto Georgi 1912

Otto Robert Georgi (* 22. November 1831 in Mylau, Vogtland; † 1. April 1918 in Leipzig) war ein deutscher Jurist und nationalliberaler Politiker. Er war ab 1876 Bürgermeister und von 1877 bis 1899 der erste Oberbürgermeister der Stadt Leipzig. Von 1871 bis 1877 war er Mitglied des Reichstages. 

## Familie
Otto Robert Georgi entstammte einer angesehenen evangelisch-lutherischen Fabrikanten- und Bankiersfamilie in der vogtländischen Kleinstadt Mylau. Sein Vater war der sächsische Finanzminister und Bankier Robert Georgi (1802–1869). Seine Mutter, Emilie Brückner (1801–1879), war eine Tochter des Fabrikanten und Bankiers Christian Gotthelf Brückner. Sein Bruder Arthur Georgi war Präsident der Handels- und Gewerbekammer in Plauen und langjähriger sächsischer Landtagsabgeordneter.
Er war seit 1861 mit Anna Gruner (1841–1925) verheiratet, der Tochter des Großkaufmanns Ferdinand Gruner (1810–1858) in Leipzig. Aus dieser Ehe gingen sechs Söhne und zwei Töchter hervor, darunter die Verlagsbuchhändler und Besitzer des Paul Parey Verlags Arthur Georgi und Rudolf Georgi.

## Leben
Nach dem Besuch des Gymnasiums in Plauen im Vogtland studierte Georgi Rechtswissenschaften an der Universität Leipzig sowie in Göttingen und Heidelberg und promovierte 1857 zum Doktor der Rechtswissenschaften. 1859 ließ er sich als Rechtsanwalt und Notar in Leipzig nieder. 1863 übernahm er das Sekretariat der Handels- und Gewerbekammer. 1865 wurde er zum Bevollmächtigten des Zentralvorstandes des Gustav-Adolf-Vereins gewählt.

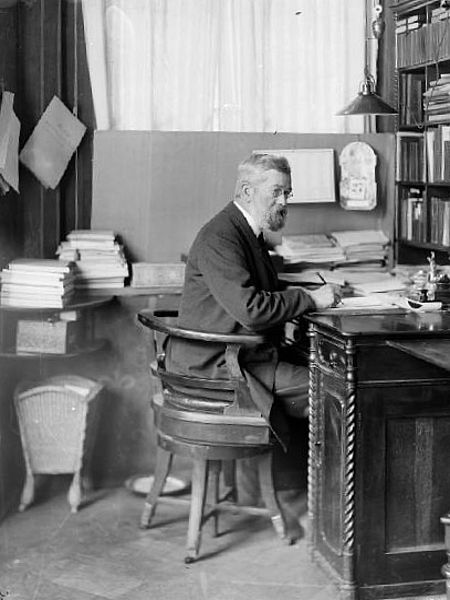
Otto Georgi an seinem Schreibtisch im Leipziger Alten Rathaus

Mit der Wahl zum Stadtverordneten von Leipzig begann 1867 seine politische Karriere. 1870 übernahm er den Vorsitz der Stadtverordnetenversammlung, bis er 1874 zum Vizebürgermeister gewählt wurde. Parallel dazu war er als Mitglied der Nationalliberalen Partei (NLP) von 1871 bis 1877 Abgeordneter seines heimatlichen Wahlkreises Auerbach-Mylau-Reichenbach im Vogtland im deutschen Reichstag. 
Am 28. Oktober 1876 wurde er, als Nachfolger des verstorbenen Carl Wilhelm Otto Koch, zum Bürgermeister der Stadt Leipzig ernannt, der ab dem 20. Dezember 1877 nach dem Aufstieg Leipzigs zur Großstadt erstmals den Titel Oberbürgermeister erhielt. Georgi wurde dadurch zum letzten Bürgermeister und ersten Oberbürgermeister der Stadt. Er behielt dieses Amt bis zu seiner Pensionierung am 30. September 1899. In dieser Eigenschaft war er seit 1876 zugleich von Amts wegen Mitglied der I. Kammer des Sächsischen Landtags, wo er als Experte für Finanzen und Eisenbahnfragen wirkte, und von 1895 bis 1896 deren Vizepräsident. 
Während seiner Amtszeit trug Georgi entscheidend zur Veränderung des Leipziger Stadtbildes bei. Unter seiner Führung entstanden südwestlich der Altstadt – im sogenannten Musikviertel – zahlreiche neue Gebäude, wie 1884 das neue Gewandhaus und 1887 das Leipziger Konservatorium, 1888 das Reichsgericht, die Königliche Akademie für graphische Künste und Buchgewerbe sowie 1891 die Universitätsbibliothek Albertina. Zwischen 1889 und 1892 wurden 17 Vororte (z. B. Gohlis, Connewitz, Lindenau, Plagwitz) eingemeindet, wodurch sich die Fläche Leipzigs von 17,68 auf 58,52 km² vergrößerte. Während Georgis Amtszeit verdreifachte sich, nicht zuletzt durch die Eingemeindungen, die Einwohnerzahl von 127.000 (1875) auf 456.000 (1900), Leipzig wurde nach Berlin, Hamburg und München die viertgrößte Stadt im Deutschen Reich. Ebenfalls zu Georgis Verdiensten zählt der Wandel der Leipziger Messe von einer Waren- zur Mustermesse, der bis zum Zweiten Weltkrieg den Aufstieg Leipzigs zum Welthandelsplatz und zur reichen Bürgerstadt begründete.

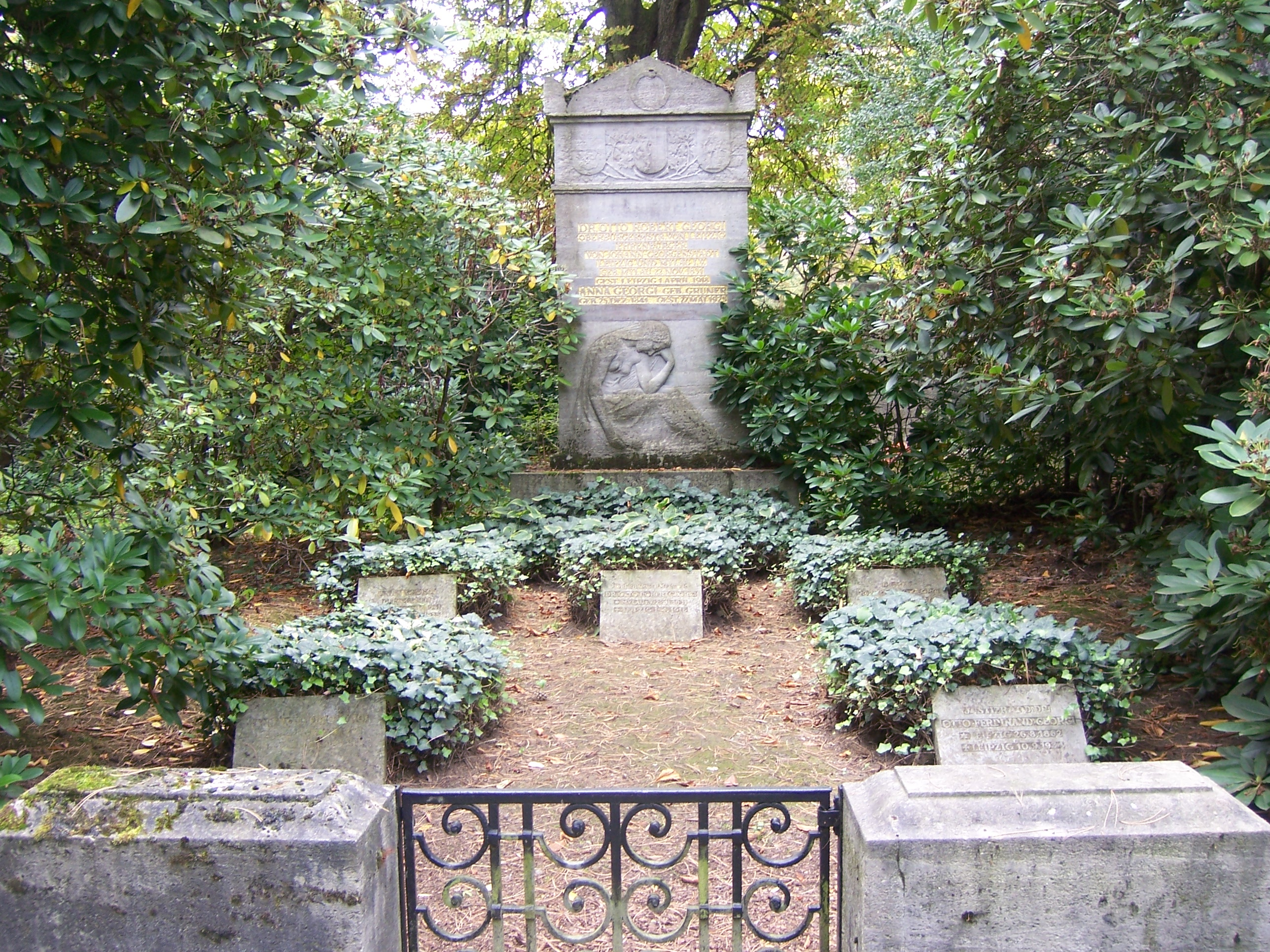
Grabstätte Otto Georgi und Angehörige

Georgi starb 1918 im Alter von 86 Jahren und wurde auf dem Leipziger Südfriedhof beigesetzt.

## Ehrungen

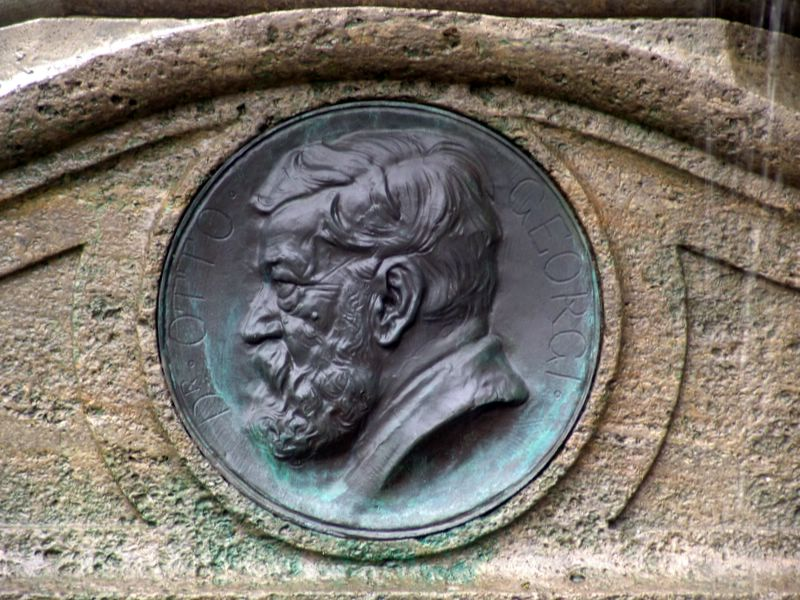
Plakette am Leipziger Rathausbrunnen

Die medizinische Fakultät der Universität Leipzig verlieh Georgi 1898 die Ehrendoktorwürde. Anlässlich seiner Pensionierung am 30. September 1899 wurde Georgi zum Ehrenbürger der Stadt Leipzig ernannt. Zugleich wurde ihm zu Ehren ein Teil des Leipziger Innenstadtrings, die ehemalige Bahnhofstraße, in Georgiring umbenannt. Ebenso war er Ehrenbürger von Mylau und seit 1911 von Johanngeorgenstadt, woher seine Vorfahren aus einer böhmischen Exulantenfamilie stammten. Ihm wurde 1902 der Titel Königlich-Sächsischer Geheimrat verliehen.
Er war Träger des Roter-Adler-Ordens zweiter Klasse, des Preußischen Kronenordens zweiter Klasse, des Königlich-Sächsischen Verdienstordens zweiter Klasse und des Königlich-Sächsischen Albrechtsordens erster Klasse.
Sein Porträt schmückt jeweils die Fassade des Neuen Rathauses sowie den Rathausbrunnen auf dem Burgplatz in Leipzig.

## Werke
- Entwurf einer Bau-Ordnung für die Stadt Leipzig nebst Erläuterungen, Leipzig 1883
- Reden und Ansprachen des Oberbürgermeisters der Stadt Leipzig Dr. Otto Georgi aus den Jahren 1874 bis 1899, Leipzig 1899 (Digitalisat)
- Der sächsische Entwurf eines Wassergesetzes. Ein Beitrag zu seiner Beurteilung. Duncker & Humblot, Leipzig 1907